# The Jak and Daxter Trilogy
The Jak and Daxter Trilogy è un videogioco a piattaforme per PlayStation 3 e PlayStation Vita prodotto dalla Naughty Dog. È una rimasterizzazione in HD dei primi tre giochi della serie, sviluppata da Mass Media Inc. in collaborazione con Naughty Dog.
La collezione comprendente i primi tre giochi della serie (Jak and Daxter: The Precursor Legacy, Jak II: Renegade e Jak 3) rimasterizzati in HD fino a 720p è stata anche dotata di un set di trofei collezionabili per ogni gioco disponibile, un supporto per i televisori 3D (con 3d stereoscopico) e gli effetti di luce e le texture sono state migliorate globalmente in ogni gioco disponibile nella HD Trilogy.

## Trama

### Jak and Daxter: The Precursor Legacy
Jak e Daxter sono due ragazzi che vivono nel Villaggio di Sandover. Un giorno disobbediscono al Saggio Samos e si recano all'Isola della Nebbia, dove Daxter cade nell'Eco Oscuro e diventa una specie di donnola, un Ottsel. Samos dice loro di andare a Nord per visitare Gol, che li aiuterebbe a far tornare normale Daxter. Grazie all'aiuto di Keira che costruisce lo zoomer antigravità, riescono ad arrivare fino al laboratorio del Saggio Blu, scomparso. Jak e Daxter sconfiggono un grosso Lurker, Klaww e procedono fino alla capanna del Saggio Rosso dove incontrano Gol, e scoprono che con sua sorella Maya sta organizzando un complotto. Così si dirigono alla Cittadella di Gol e Maya dove, dopo una dura lotta, sconfiggono i due nemici.

### Jak II: Renegade
Alla fine del primo episodio, i quattro amici scoprono una macchina precurosor che, dopo aver attivato un anello precursor da cui è uscito un mostro, li catapulta in un mondo futuristico. Jak viene arrestato e condotto dal Tiranno Praxis, che inietta su Jak una quantità enorme di Eco Oscuro. Jak scappa dalla fortezza e salva Kor e un ragazzino dalle guardie kremisi. Poi si uniscono a Torn e all'Ombra nell'organizzazione Mondo Sotterraneo, che combatte Praxis. I due ritrovano Samos e Keira, fanno la conoscenza di molte persone tra cui Ashlin, Onin, Pecker, Sig e Krew, che li aiutano a raggiungere la leggendaria Tomba di Mar, dove è custodita l'arma per eliminare le Teste Di Metallo che da tempo attaccano la città. Lottano con Praxis che conquista la sfera magica di Mar. Poi Jak e Daxter scoprono che Krew è un malvagio criminale e Kor, un loro amico, è il capo delle Teste di Metallo, uccide Praxis e rapisce il bambino, che in realtà è Jak stesso, che ha utilizzato l'anello Precursor per fuggire nel passato e diventare forte per compiere il suo viaggio.
Jak uccide Krew e alla fine anche Kor, e Jak bambino e l'Ombra, che è Samos Giovane, vanno nel passato grazie ad una macchina costruita da Keira.

### Jak 3
Jak viene esiliato da Haven per colpa dei suoi poteri oscuri e viene condotto a Spargus da alcuni esploratori. Conosce Seem, Kleiver e Damas, svolge alcuni lavoretti, e dopo torna a Haven City per aiutare i suoi amici nella guerra contro le Teste di Metallo sopravvissute e i Bot della Morte di Erol, che ora è robotizzato. Jak distrugge la fabbrica dei Bot e, con un visore astrale, scopre i creatori oscuri, che plasmano i pianeti con l'eco oscuro. Jak acquisisce nuovi poteri e, dopo esser tornato a Spargus per aiutare Damas, Kleiver e Seem, affronta Erol dopo averlo quasi ucciso. Erol fugge con un robot dei creatori oscuri dopo che Jak ha incontrato i precursor nelle catacombe e ha sconfitto Veger, un uomo malvagio e ha scoperto che Damas era suo padre, ucciso dalle Teste di Metallo. Alla fine uccide Erol definitivamente e salva il mondo per la terza volta.
Tutti i tre giochi hanno un frame rate di 60 frame per secondo in modalità normale, in modalità 3D di 30 frame per secondo.

## Sviluppo
Nel maggio 2011 il vicepresidente della Naughty Dog disse che sarebbe stato entusiasta di fare un altro capitolo della saga, ma che l'azienda era già occupata con Uncharted 3. Nell'ottobre 2011, The Jak and Daxter Trilogy venne annunciato per gennaio 2012. Dopo alcuni mesi venne confermato per febbraio 2012.
Ad aprile 2013 viene confermato lo sviluppo anche per PlayStation Vita, con un nuovo set di trofei, in uscita a giugno dello stesso anno.

## Accoglienza
La rivista Play Generation diede alla versione per PlayStation 3 un punteggio di 91/100, apprezzando la presenza delle tre storiche avventure in un unico disco, la compatibilità con il 3D stereoscopico e la grafica in HD e come contro il prezzo leggermente alto per una riedizione, finendo per trovarlo un acquisto obbligatorio, sia per i nostalgici sia per chi si fosse perso i tre capitoli all'epoca.